# 茶庵岭镇
茶庵岭镇，是中华人民共和国湖北省咸寧市赤壁市下辖的一个乡镇级行政单位。

## 行政区划
茶庵岭镇下辖以下地区：
罗峰村、云台山村、温泉村、峡山村、八王庙村、白石村、金锋村、小湖岭村和青石桥村。

## 交通
- 京广铁路：茶岭站